# Kelepce (film)
A Kelepce (eredeti cím: Deadfall) 2012-ben bemutatott amerikai bűnügyi filmdráma, melyet Zach Dean forgatókönyvéből Stefan Ruzowitzky rendezett. A főbb szerepekben Charlie Hunnam, Eric Bana és Olivia Wilde látható.
A Metacritic oldalán a film értékelése 52% a 100-ból, ami 24 véleményen alapul. A Rotten Tomatoeson a Kelepce 32%-os minősítést kapott, 77 értékelés alapján.

## Cselekmény
Addison (Eric Bana) és a húga, Liza (Olivia Wilde) egy rosszul sikerült kaszinórablást követően menekülnek autóval a fagyos utakon. Úgy döntenek, hogy különválnak, miután a sofőrjük életét veszti egy ütközés során, majd Addison fejbe lő egy rendőrt, aki balesetet jelentett be. Az a céljuk, hogy a hóvihar alatt eljussanak a kanadai határhoz. Eközben egy korábbi bokszoló, Jay (Charlie Hunnam) kiszabadul a börtönből. Felhívja a szüleit, June-t (Sissy Spacek) és a nyugdíjas seriff apját, Chet-et (Kris Kristofferson), hogy elmondja nekik, otthon lesz a hálaadáson. Detroitban konfrontálódik egykori edzőjével, hogy elkérje a pénzét, amivel tartózik neki. A két férfi verekedésbe keveredik, melyben Jay gondolkodás nélkül megöli ellenfelét, ezután elmenekül a helyszínről.
Hannah seriffhelyettes (Kate Mara) meglátogatja Jay szüleit, akik meghívják őt, töltse velük a Hálaadási vacsorát. A rendőrségen az apja, Becker seriff (Treat Williams) nem kívánja azt, hogy a lánya részt vegyen ebben a vadászatban az ismeretlen bűnözők ellen. Hannah elmondja, hogy őt nem kell tanítani, mert hamarosan FBI-ügynök lesz belőle, és az apja magatartását is kifogásolja, mivel még évekkel ezelőtt elveszítette a feleségét. Jay látja a didergő Lizát a közúton, és felajánl neki egy fuvart a legközelebbi benzinkútig. Eközben Addison vándorol a hóban, és összetalálkozik egy idős emberrel, akinek nem indul a motorosszánja. Megtámadja az öreget, de sikerül Addisonnak a kisujját levágnia egy késsel, mielőtt még a férfi mellkasába állna az. Addison elhajt a motorosszánnal, de hamarosan kifogy az üzemanyag. A levágott kisujja helyét kiégeti a motorral.
Jay és Liza megállnak egy bárnál a hóvihar alatt. A lány visszasettenkedik a teherautóhoz, hogy megtudakolja Jay címét az egyik leveléről és hagy egy üzenetet Addisonnak, hogy ott találkozzanak. Jay és Liza között romantikus viszony alakul ki, miután a motelben szeretkeznek. Közben Addison megtámad egy erdei kabint, és megöli a családját bántalmazó mostohaapát. Miután a férfi holttestét elrejti az erdő egyik részén, hajlamos gondoskodni a kétségbeesett feleségen és annak gyerekein. Hannát felhívja a nőnek az egyik közeli rokona (az anya a kabinban), mert nem hallott felőle semmit, mivel megígérte, hogy meglátogatják. Jay rájön, hogy érez valamit Liza iránt, aki épp felhívja Addisont, és elmondja, hogy nem tudja tovább folytatni a tervet, és hogy találjon egy másik utat. Jay bevallja neki az érzéseit. Liza elmagyarázza neki, hogy a bátyja védte meg a bántalmazó apjától, aki életét vesztette még mikor fiatalok voltak.
Hannah és két tiszt elérik a kabin területét. Hannah észreveszi a mostohaapa holttestét a folyóban, és megpróbálja figyelmeztetni az ajtónál álló tisztet, de Addison lelövi őt a puskával. Addison elmenekül az egyik motorosszánnal, majd Hannah és a másik tiszt hajszolni kezdi őt, de a másik tiszt is meghal. Addison megérkezik Jay házához, ahol a szüleit fogságban tartja. Amikor Liza és Jay megérkezik a Hálaadási vacsorára, Addison úgy tesz, mintha először látná Lizát. Elkezdenek együtt vacsorázni. Addison látja, hogy Liza pártolja Jayt és a családját. Hannát felhívja egy detroiti nyomozó Jay edzőjével kapcsolatban, aki az eszméletéből éppen lábadozik. A nő elmegy a házhoz, de Addison őt is foglyul ejti. Becker megtalálja Addison motorosszánját a ház előtt, majd fegyvert ránt és bemegy. Lelövi Addisont, de kiderül, hogy a lányát, Hannáht lőtte le, akire Addison ráadta a kabátját (indián dzseki, sas jellel a hátán). Beckert majd lelövi Addison. Jay és Addison között harc alakul ki, melyben Jay legyőzi, viszont elengedi, amikor Liza könyörög neki, arra emlékeztetve őt, hogy Addison a bátyja. Addison előránt egy pisztolyt és ráfogja Jay-re, és megkérdezi tőle, hogy szereti-e Lizát, Jay igennel válaszol. Mielőtt Addison meghúzná a ravaszt, Liza az utolsó pillanatban lelövi a bátyját. Más rendőrség megérkezik a házhoz, és észreveszik, hogy Hannah életben van, mert megvédte őt a golyóálló mellény.

## Szereplők
| Szerep                    | Színész            | Magyar hang            |
| ------------------------- | ------------------ | ---------------------- |
| Addison                   | Eric Bana          | Széles Tamás           |
| Liza                      | Olivia Wilde       | Pikali Gerda           |
| Jay                       | Charlie Hunnam     | Papp Dániel            |
| June                      | Sissy Spacek       | Kovács Nóra            |
| Chet                      | Kris Kristofferson | Szélyes Imre           |
| Hannah                    | Kate Mara          | Sallai Nóra            |
| Marshall T. Becker seriff | Treat Williams     | Rosta Sándor           |
| Travis seriffhelyettes    | Jason Cavalier     | Horváth-Töreki Gergely |
| Brice seriffhelyettes     | Maxime Savaria     | Molnár Levente         |
| Bill seriffhelyettes      | Kyle Gatehouse     | Jakab Márk             |
| Bobby                     | Alain Goulem       | Kapácsy Miklós         |
| Mandy                     | Allison Graham     | Czirják Csilla         |